# František Perger
František Perger (1. července 1700, Žlutice – 26. dubna 1772, Prešov) byl slovenský jezuita českého původu. Prosadil a vedl výstavbu kalvárie v Banské Štiavnici (1744–1751) a kostela kalvárie v Prešově (1753).

## Život
Pocházel ze západních Čech, z poddanského městečka Žlutice. Jako dvacetiletý se stal jezuitou, studoval v Trnavě, Šoproni a Štýrském Hradci. Poté kázal v německých zemích, Uhrách a Sedmihradsku. V době velkého moru (1738-40) sloužil nejprve nemocným v Temešváru, pak tři roky v Budíně. Jeden rok sloužil jako vojenský kněz v nové komárenské pevnosti. Působil i v Petrovaradíně, v Budíně a v Košicích jako představený, provinciál a spirituál. V Banské Štiavnici působil od roku 1743 do podzimu 1751.
Krátce po vysvěcení Štiavnické kalvárie byl přeložen opět do Budína a odtud do Prešova, kde po dalších 15 letech mnišské služby i dožil. Dne 5. listopadu 1771 dostal infarkt a zemřel zaopatřen svátostmi 26. dubna 1772 o půl dvanácté dopoledne. Je pohřben v prešovském evangelickém kostele sv. Trojice, který byl v době jeho smrti ve správě jezuitů.

## Dílo

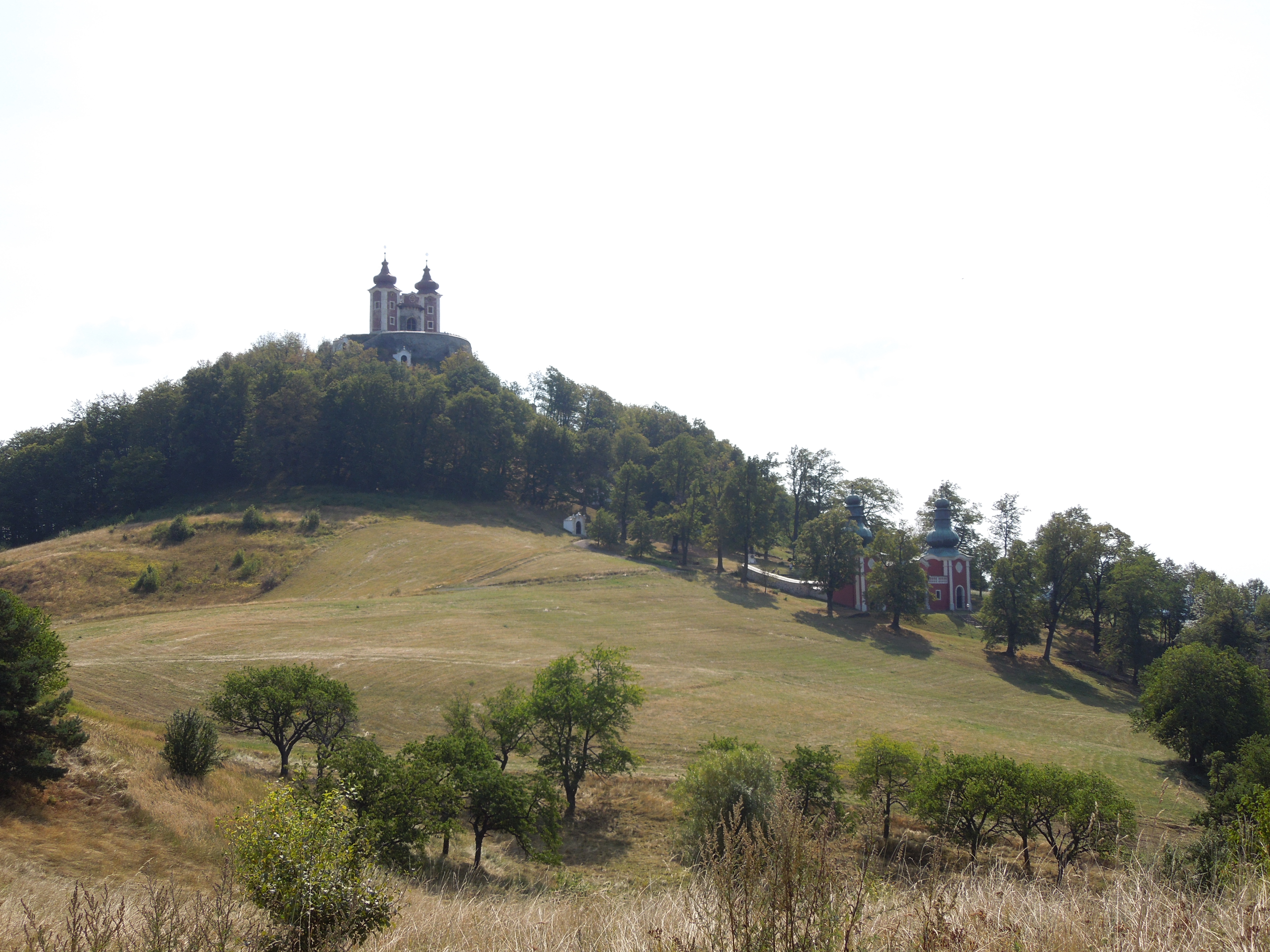
Pohled na Štiavnickou kalvárii

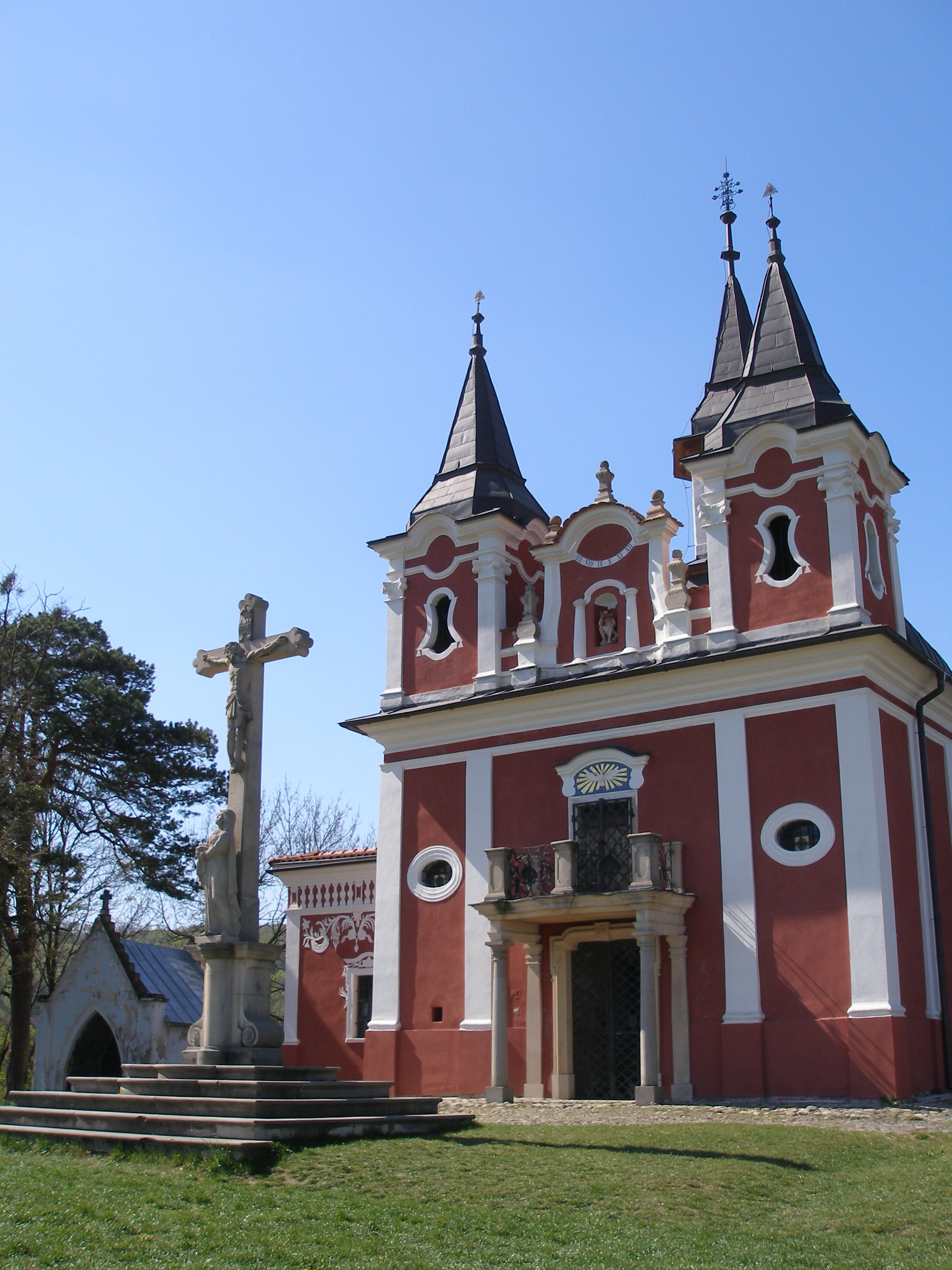
Prešovská kalvárie – kostel sv. Kříže

Hned zpočátku svého působení v Banské Štiavnici F. Perger inicioval vybudování svého životního díla: impozantní kalvárie na Ostrém vrchu (Scharffenbergu). Celý projekt – kostely, kaple – se realizoval pod jeho přímým vedením. Podařilo se mu přesvědčit magistrát, aby přijal patronát nad stavbou a podílel se tak na jejím financování; město pak z jeho popudu získalo ke stavbě souhlas Ostřihomského arcibiskupství. Základní kámen byl slavnostně požehnán za přítomnosti velkého počtu věřících a kněží na svátek Povýšení sv. Kříže, 14. září 1744. Hned po začátku výstavby začaly na banskoštiavnickou kalvárii pouti. Přesně rok po započetí stavby byl požehnán Horní kostel a konala se v něm první mše svatá. V roce 1746 byly dokončeny kaple Božího hrobu a Dolní kostel. Kalvárie byla dostavěna a kostely a kaple zařízeny za necelých sedm let. Slavnostní vysvěcení celé kalvárie se konalo 13. září 1751, na slavnostní mši přednesl otec Perger německé kázání.
Ještě před dostavěním kalvárie o ní Perger napsal a roku 1748 v Trnavě vydal knihu Krátke naučení o ročních pobožnostech a odpustkův v císarském, královském, a svobodném banském meste Štiavnicy, na novo-vystavěnej hore Kalvaryi, co tam na svatých schodách se obvzláštné svaté Reliquie nachádzajú. Uvedl v ní poučení o modlitbách, pořádek pobožností na svátky Nalezení a Povýšení sv. Kříže, odpustky s výstupem na kalvárii spojené, modlitby k umučení Krista Pána, ke cti Božského srdce, modlitby na křížové cestě k Bolestné Matce Marii, modlitby na dvanáct hodin dne, vybuzení víry, naděje a lásky, cvičení ve ctnostech, modlitby ranní a různé pobožnosti k ukřižovanému Pánu.
Podobně jako ve Štiavnici, i když v menším rozsahu, se Perger angažoval i ve svém posledním působišti, Prešově. Vedl výstavbu kostela sv. Kříže na tamní kalvárii, který byl vysvěcen v roce 1753.